# Vittoria Bentivoglio
Vittoria Bentivoglio (Massa, 5 de noviembre de 1555-Ferrara, 12 de marzo de 1587) fue una soprano italiana.

## Biografía
Nació en la noble familia Cybo y luego se casó con un miembro de la familia Bentivoglio. Fue un miembro importante de la corte de Este y cantó regularmente en la formación inicial del grupo vocal de musica secreta Concerto delle donne, activo en Ferrara en la corte de Alfonso II de Este en las dos últimas décadas del siglo XVI. También fue miembro del balletto delle donne de Margarita Gonzaga d'Este.